# 忽都思·合勒札
忽都思・合勒札（Qudos Qalǰa、Qūtūs Qalja、قوتوس قلجا），又作忽都思・合勒潺、忽秃儿・合勒札，蒙古巴阿邻部速合讷惕人，13世紀初蒙古帝国千户長之一。
1204年铁木真建立秃鲁花军（七十名侍衛），选取进入怯薛。以斡闊烈闍里必为秃鲁花军首长，忽都思・合勒札为副官。《集史·巴阿邻部族志》记载忽都思・合勒札属于巴阿邻部枝族速合讷惕部族，是兀客儿・合勒札的兄弟，二人在大蒙古国建立后担任左翼千户长。他们兄弟跟随失吉忽圖忽在八鲁湾之战败于札兰丁。失吉忽圖忽回来报告成吉思汗，说兀客儿、忽都思为人俏皮、好闹、大意，以为自己很勇敢，到了想要表现勇敢的时刻，却把事情搞糟了。日本学者村上正二认为忽都思・合勒札和忽必来的兄弟忽都思是同一个人，但二人出身部族不一致，中国学者余大钧认为是两个人物。